# 칠원초등학교
칠원초등학교는 대한민국 경상남도 함안군 칠원읍에 있는 공립 초등학교이다. 이 학교는 일평생을 나병 환자들을 위해 헌신하였으며 두 아들을 죽인 원수를 용서하고 양아들로 삼아 '사랑의 원자탄'으로 불린 손양원 목사의 모교로 유명하다.

## 연혁
- 1906년 10월 8일: 사립 보흥학교 창립
- 1914년 3월 3일: 칠원공립보통학교로 개편
- 1992년 3월 12일: 병설유치원 개원
- 1992년 12월 31일: 경상남도교육청 선정 기초교육 우수학교
- 1995년 6월 16일: 교육부 지정 교육과정 연구학교 보고회
- 1996년 11월 15일: 군지정 유아교육 시범유치원 보고회
- 1999년 10월 21일: 도지정 열린교육 시범학교 보고회
- 2000년 10월 30일: 도지정 인성 교육 자율시범학교 보고회
- 2001년 11월 13일: 군평생교육 지역중심학교 운영 보고회
- 2003년 10월 30일: 학교운영위원회 도연구학교 운영 보고회
- 2004년 3월 1일: 교실 수업 개선 - 도지정 연구학교 운영
- 2006년 3월 1일: 군지정 문화예술 교육 시범학교 운영
- 2007년 3월 1일: 도지정 교내자율장학 시범학교 운영
- 2007년 11월 7일: 도지정 교내자율장학 시범학교 보고회
- 2008년 11월 4일: 교육과학기술부 지정 디지털 영어교재 실험학교 보고회
- 2009년 9월 17일: 교원능력개발평가 선도학교 지정
- 2010년 2월 18일: 제95회 졸업장 수여식(졸업생 총수 8,202명)
- 2010년 3월 1일: 도지정 사교육없는 학교 시범학교 지정
- 2011년 9월 1일: 제23대 안상수 교장 부임

## 참고 자료
- 칠원초등학교 - 한국교육학술정보원 학교알리미